# Marcel Sieghart
Marcel Tawan Sieghart (thailändisch มาร์เซล ตะวัน ซีกฮาร์ท; * 15. März 2002 in Fürstenfeldbruck) ist ein deutsch-thailändischer Fußballspieler.

## Karriere
Marcel Sieghart erlernte das Fußballspielen in den Jugendmannschaften des TSV Fürstenfeldbruck West, SC Fürstenfeldbruck, TSV 1860 München, FC Bayern München und der SpVgg Unterhaching. Seine erste Seniorenstation war der SC Olching im oberbayerischen Olching. Mit der ersten Mannschaft spielte er 18-mal in der Landesliga Bayern. Für die zweite Mannschaft lief er einmal in der Kreisklasse 1 Zugspitze auf. Am 1. Juli 2022 wechselte er für zwei Monate zum TSV 1896 Rain. Mit dem Klub aus Rain im schwäbischen Landkreis Donau-Ries spielte er einmal in der Regionalliga Bayern. Am Ende der Saison musste er mit dem Klub in die Bayernliga absteigen. Für den Rest des Jahres 2022 spielte er beim VfB Hallbergmoos in der Bayernliga. 2023 ging er nach Thailand, wo er einen Vertrag beim Erstligisten Port FC unterschrieb. Bis Saisonende kam er für den Verein aus der Hauptstadt Bangkok nicht zum Einsatz. Zu Beginn der Saison 2023/24 wechselte er im Sommer 2023 auf Leihbasis zum Zweitligisten Ayutthaya United FC. Sein Zweitligadebüt für den Verein aus Ayutthaya gab Sieghart am 20. August 2023 (2. Spieltag) im Auswärtsspiel gegen den Chiangmai United FC. Bei dem 1:0-Auswärtserfolg wurde er in der 90. Minute für den BrasilienBrasilianer André Luís Leite eingewechselt. Am Ende der Saison 2023/24 belegte er mit dem Klub den sechsten Tabellenplatz und qualifizierte sich somit für die Aufstiegsspiele zur ersten Liga. Hier konnte man sich jedoch nicht durchsetzen. Nach der Ausleihe kehrte er zu Port zurück. Hier wurde sein Vertrag nicht verlängert. Im August 2024 nahm ihn der Drittligist Samut Prakan FC unter Vertrag. Mit dem Verein aus Samut Prakan spielt er in der Eastern Region der Liga.

## Sonstiges
Marcel Sieghart ist der Bruder von Alexander Sieghart.